# Nocé
Nocé era una comuna francesa situada en el departamento de Orne, de la región de Normandía, que el 1 de enero de 2016 pasó a ser una comuna delegada de la comuna nueva de Perché en Nocé al fusionarse con las comunas de Colonard-Corubert, Dancé, Préaux-du-Perche, Saint-Aubin-des-Grois y Saint-Jean-de-la-Forêt.

## Demografía
| Gráfica de evolución demográfica de Nocé entre 1800 y 2014 |
|                                                            |

Los datos demográficos contemplados en este gráfico de la comuna de Nocé se han cogido de 1800 a 1999 de la página francesa EHESS/Cassini, y los demás datos de la página del INSEE.